# WAVES

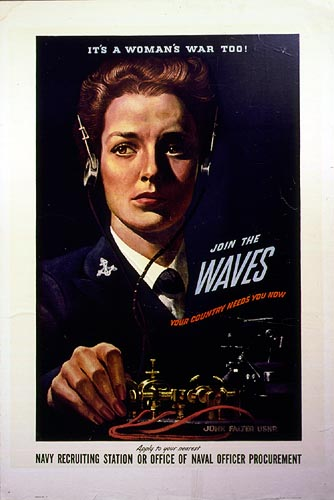
Anwerbeplakat für WAVES

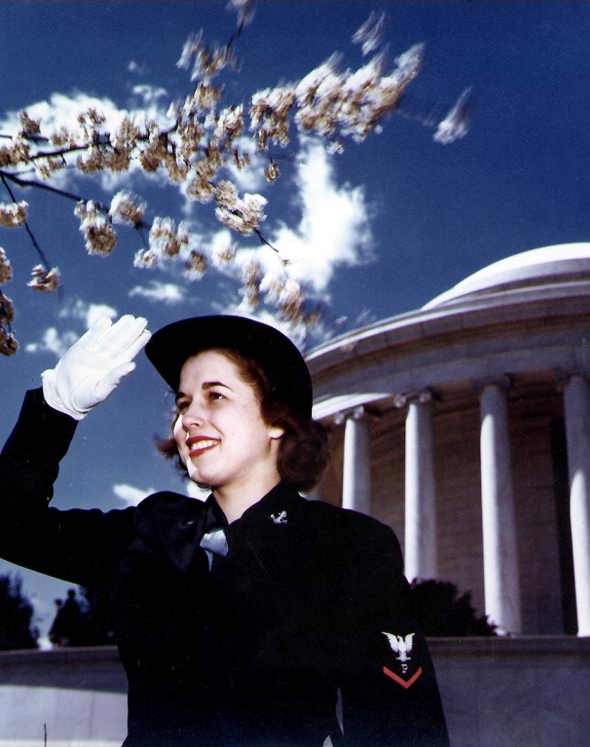
Eine WAVE

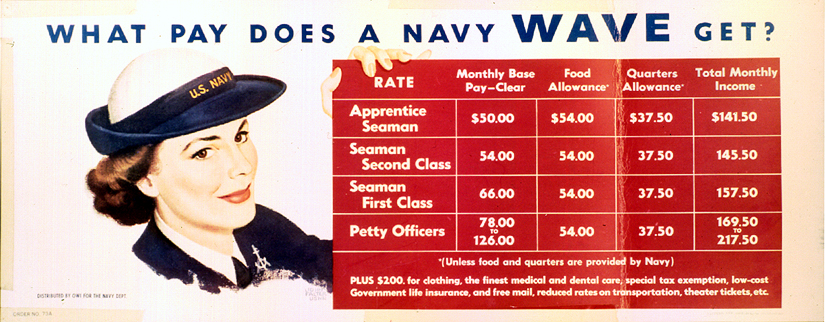
Weiteres Anwerbeplakat

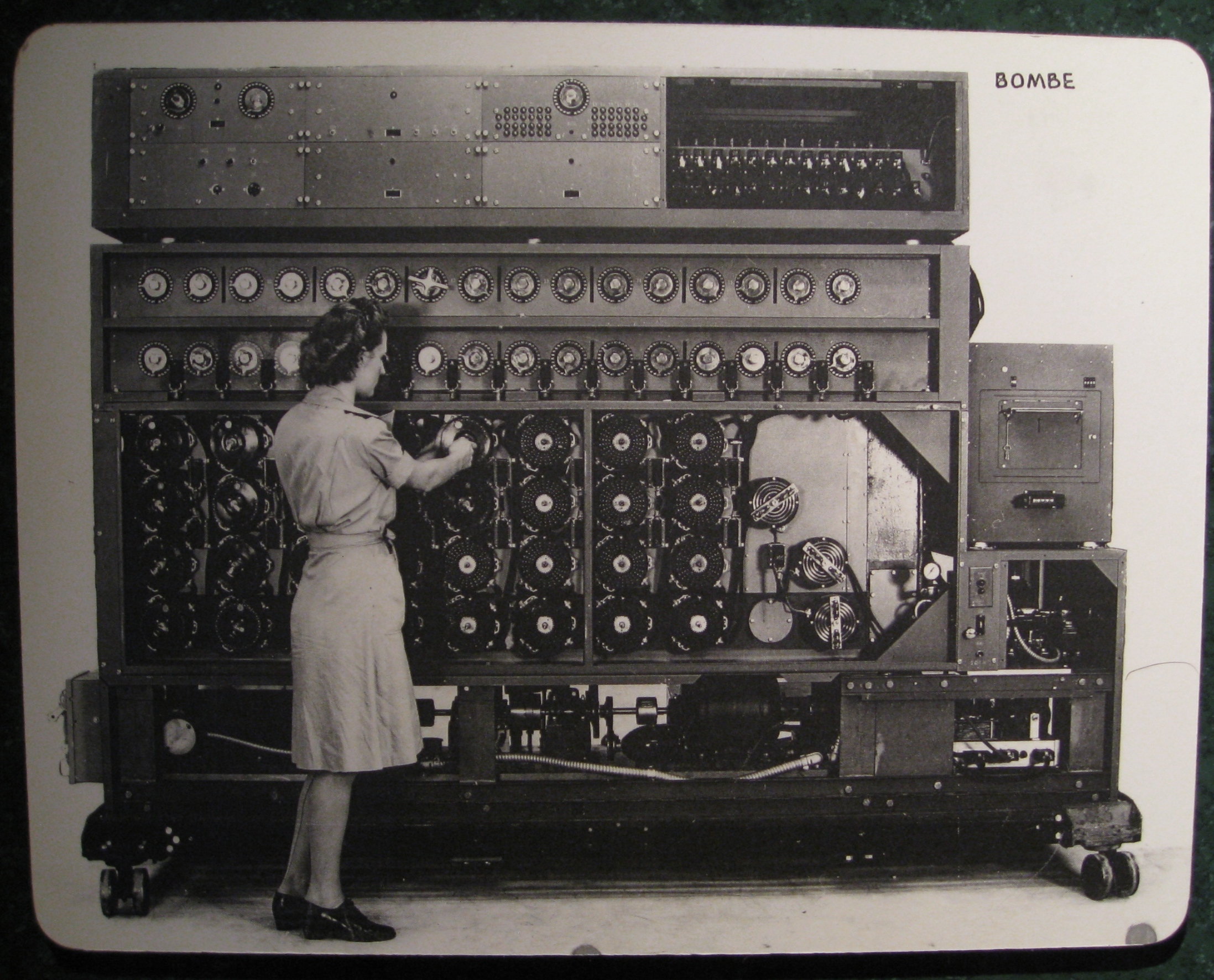
Eine WAVE bedient die US‑amerikanische Hochgeschwindigkeits-Variante der Turing-Bombe

WAVES ist die Kurzbezeichnung für die Frauen, die im Zweiten Weltkrieg zum freiwilligen Notdienst bei den Seestreitkräften der Vereinigten Staaten, der US Navy, angenommen wurden. Dieser Dienst hatte die offizielle Bezeichnung Women Accepted for Volunteer Emergency Service (deutsch etwa: Frauen akzeptiert zum freiwilligen Notdienst), im allgemeinen Sprachgebrauch und auch offiziell als WAVES (im Singular oft: WAVE) abgekürzt.
Das Akronym WAVES (deutsch: Wellen) lässt sich auch als englisches Substantiv interpretieren und weckt Assoziationen beispielsweise zu Wasserwellen. Das Wort Emergency (deutsch: Not, Notlage oder Notfall) bezieht sich auf die besonderen Umstände während der Zeit des Zweiten Weltkriegs und deutet an, dass es den Frauen nach der Beendigung des Krieges nicht erlaubt werden würde, ihre Tätigkeit in der Navy fortzusetzen.

## Geschichte
Der Dienst der WAVES begann im August 1942, als Mildred H. McAfee als erste Frau in der Geschichte der US-amerikanischen Seestreitkräfte als weiblicher Offizier eingestellt wurde. Sie erhielt den Dienstgrad Naval Reserve Lieutenant Commander (entspricht dem deutschen Dienstgrad Korvettenkapitän der Reserve) und wurde die erste Direktorin der WAVES. Dies geschah zwei Monate nachdem das Women’s Army Auxiliary Corps (WAAC) – also das Pendant zu den WAVES bei der Armee der Vereinigten Staaten – gegründet worden war und die First Lady Eleanor Roosevelt den Kongress der Vereinigten Staaten überzeugen konnte, eine ähnliche Organisation auch bei den Seestreitkräften zu installieren.
Nach nur einem Jahr umfassten die WAVES etwa 27.000 Soldatinnen. Die meisten von ihnen arbeiteten als Sekretärinnen. Andere taten Dienst beispielsweise als Krankenschwestern, Nachrichtenhelferinnen, Lagerhalterinnen, wissenschaftlich-technische Assistentinnen oder sogar im besonders sensiblen Bereich der Kryptanalyse, speziell zur Bedienung der amerikanischen Hochgeschwindigkeits-Variante der britischen Turing-Bombe, die zum „Knacken“ der deutschen Enigma-Verschlüsselung diente.
Bis zum Jahr 1944 wurden keine Afroamerikanerinnen als WAVES akzeptiert. Erst dann gab es eine Quotenregelung, wonach eine afroamerikanische Frau nach jeweils 36 weißen zugelassen wurde.
Mit dem Wirksamwerden des Women's Armed Services Integration Act (Gesetz Nr. 625 zur Integration von Frauen in die US-amerikanischen Streitkräfte) am 12. Juni 1948, wurden Frauen regulär zum Militärdienst zugelassen. Obwohl die WAVES damit offiziell aufgelöst wurden, blieb das Akronym bis in die 1970er-Jahre weiter in Verwendung.

## Direktorinnen

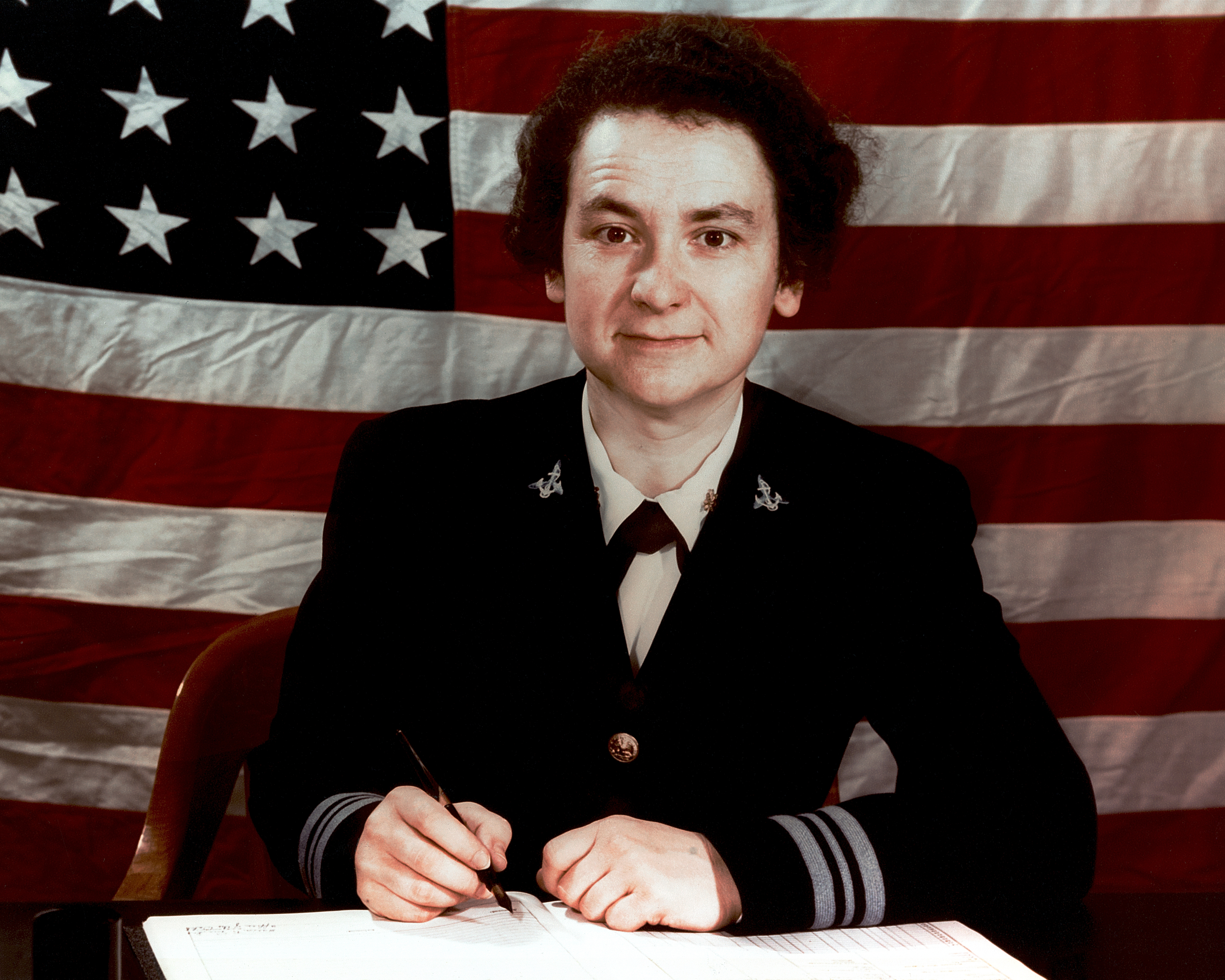
Die erste Direktorin der WAVES Mildred McAfee (* 12. Mai 1900; † 2. September 1994)

| • Captain Mildred McAfee Horton  | (1942–1946) |
| • Captain Jeanne T. Palmer       | (1946–1946) |
| • Captain Joy Bright Hancock     | (1946–1953) |
| • Captain Louise K. Wilde        | (1953–1957) |
| • Captain Winifred Quick Collins | (1957–1962) |
| • Captain Viola B. Sanders       | (1962–1966) |
| • Captain Rita Lenihan           | (1966–1970) |
| • Captain Robin L. Quigley       | (1970–1972) |

## Lied
Wie die männlichen Matrosen der US Navy hatten auch die WAVES ihr eigenes Lied:
WAVES of the Navy
WAVES of the Navy,
There's a ship sailing down the bay.
And she won't slip into port again
Until that Victory Day.
Carry on for that gallant ship
And for every hero brave
Who will find ashore, his man-sized chore
Was done by a Navy WAVE.
Text und Musik dieses Lieds und weiterer, die von den WAVES gesungen wurden, finden sich in Marching to Victory.